# Międzynarodowa Komisja do spraw Rozwoju Edukacji
Międzynarodową Komisję do Spraw Rozwoju Edukacji – powołana w 1971 przez dyrektora generalnego UNESCO Rene Maheu, przewodniczył jej Edgar Faure. Członkami Komisji byli politycy, uczeni, byli ministrowie edukacji ze stanów Zjednoczonych, Związku Radzieckiego, Chile, Syrii, Iranu, Konga. Zadaniem Komisji było opracowanie raportu o stanie i potrzebach rozwoju edukacji. Wizytowała ona 23 kraje, odbyła 6 sesji, przeprowadziła konsultacje z 13 międzynarodowymi organizacjami w czterech międzynarodowych konferencjach. Do potrzeb Komisji przygotowano 81 opracowań, których autorami byli między innymi: Filip Coombs, Carlom Delgado, Jean Piaget, Michel Debeaurais, Paul Legrand, Torsten Husén, Bertrand Schwartz, Bogdan Suchodolski, Wincenty Okoń, Paulo Freire, Ivan Illich, Jean Thomas, Henrii Dieuzeide. Efektem pracy Komisji był Raport Faure’a ogłoszony w maju 1972 roku.